# Coccinia senensis
Coccinia senensis är en gurkväxtart som först beskrevs av Kl., och fick sitt nu gällande namn av Célestin Alfred Cogniaux. Coccinia senensis ingår i släktet Coccinia, och familjen gurkväxter. Inga underarter finns listade i Catalogue of Life.